# 충정공 목서흠 묘역
충정공 목서흠 묘역(忠貞公 睦叙欽 墓域)은 서울특별시 도봉구에 있는, 인조 때 한성부 좌우윤을 지냈으며 백성을 위해 교화를 베풀고 청렴했던 목서흠의 묘역이다. 2009년 6월 25일 서울특별시 기념물 제27호로 지정되었다.

## 조사 보고서
도봉산 시루봉 자락, 오늘날 서울특별시 도봉구 방학동 산62번지에는 사천 목씨(泗川 睦氏) 묘역이 자리하고 있다. 사천 목씨(泗川 睦氏)는 선영이 전국적으로 서울특별시 도봉구 방학동, 경기도 양주군 만송리, 서울특별시 구로구 궁동, 경기도 남양주시 평내동, 대전광역시 유성구 덕명동 등 총 5곳 분포하고 있는데 그 가운데 중심이 되는 곳이 바로 이곳 방학동 묘역이다. 사천 목씨 묘역 가까이에는 사적 제362호 《연산군묘》와 서울특별시 유형문화재 제50호 《양효공 안맹담과 정의공주 묘역》이 자리하고 있다.
방학동 사천목씨 묘역에는 묘가 북한 지역에 있는 1대 목효기(睦孝基)부터 6대 목손검(睦孫儉)까지는 단의 형태로 모셔져 있고, 묘역으로는 7대 목진공(睦進恭)의 묘역, 목진공의 6대손인 목서흠(睦叙欽)의 묘역, 그 아들들인 목처선(睦處善), 목지선(睦知善), 목내선(睦來善)의 묘역, 목처선의 아들인 목임기(睦林奇)와 목내선의 아들인 목임일(睦林一)의 묘역, 목임기의 아들인 목천익(睦天翊)과 목임일의 아들인 목천현(睦天顯)의 묘역 등 총 9개소의 묘역이 자리하고 있는데 그 가운데 가장 핵심이 되는 묘역이 신도비와 함께 있는 <충정공 목서흠 묘역(忠貞公 睦叙欽 墓域)>이다.

### 목서흠
목서흠은 선조 때 이조참판(吏曹參判 : 오늘날 행정자치부 차관에 해당)을 지내고 임진왜란 때는 왜적에 대항해 의병을 모집하기도 한 목첨(睦詹)의 맏아들로 자는 순경(舜卿), 호는 매계(梅溪)이다. 1597년(선조 30) 음보(蔭補)로 제용감 참봉(濟用監 參奉)에 임명되었으나 사퇴, 1603년 내시교관(內侍 敎官)을 지내고, 북부주부(北部主簿)를 거쳐 1606년 양구현감(楊口 縣監)에 재직하던 중 문묘(文廟) 낙서(落書) 사건으로 파직되었다. 1610년(광해군 2)에는 과거에 응시하였는데 알성시(謁聖試)에 병과(丙科) 1등으로 급제한 후 10여 년간 관직을 자주 옮겼다. 1623년 인조반정 후에는 함경도선 유어사(咸鏡道 宣諭御使)․성균직강(成均 直講)․병조정랑(兵曹 正郎)․사예(司藝) 등에 보하여졌다. 1624년 이괄(李适)의 난 때 인조를 공산(公山)까지 시종하여 행재소(行在所)에서 광주 목사(廣州 牧使)에 제수되었다가 곧 남양부사(南陽府使)로 자리를 옮겼다. 같은 해 가을, 왕을 시종한 공로로 비단을 받았다. 이후 병조참의(兵曹 參議)․좌승지(左承旨) 등을 역임하였다.
1627년(인조 5) 정묘호란(丁卯胡亂) 때는 인조를 남한산성(南漢山城)까지 모시고 가 그 공로로 환도(還都) 이후 우승지(右承旨)가 되고, 가선대부(嘉善大夫)로서 동지중추부사(同知中樞府事)를 역임하는 동시에 양양부사(襄陽府使)에 제수되었다. 이 때 양양의 수재들을 별도로 수학시키고 굶주린 백성들을 구휼했으며 관혼(冠婚)을 치를 수 없는 사람들에게 비용을 대주었다.
1628년(인조 6) 유학(幼學) 임지후(任之後)의 반역 고변사건에 연루되었으나 대간(臺諫) 이경석(李景奭)이 차자(箚子)를 올려 심리하게 하자 그해 여름 개성부유수(開城府留守)에 배수되었다. 이 때 학교를 새로이 하고 학름(學廩 : 장학금의 일종)을 증가시켰다. 또 선죽교(善竹橋)에 정문(旌門)을 세우고, 화담서원(花潭書院 : 서경덕 배향)을 수리하는 한편 충신․효자․열부의 정려(旌閭)로서 무너진 것이 있으면 모두 다 잘 고쳐놓았다고 한다. 1642년(인조 20)에는 붕당(朋黨)의 해로움을 인조에게 상소해 붕당의 폐해를 잘 적시했다는 인조의 칭송을 들었다.
1643년(인조 21)에는 경조(京兆 : 한성부를 지칭함)의 좌․우윤(左․右尹 : 오늘날 서울특별시 부시장에 해당)을 지냈고 1646년에는 예조 참판을 지냈으며 1649년(효종 1)에는 동지중추부사(同知中樞府事)가 되었다. 1652년(효종 2) 세상을 떠났는데 셋째 아들인 목겸선(睦兼善)이 원종일등공신(原從一等功臣)이 되자 숭정대부 의정부 좌찬성 겸 의금부사 세자이사 지 경연춘추관사 오위도총부 도총관(崇政大夫 議政府 左贊成 兼 義禁府事 世子貳師 知 經筵春秋館事 五衛都摠府 都摠管)으로 추증(追贈)되었고, 1689년(숙종 15)에 다시 다섯째 아들인 목내선이 좌의정에 오르게 되자 영의정에 추증되었다. 1675년(숙종 1)에는 충정(忠貞)이라는 시호(諡號 : 왕이나 재상, 저명한 유학자 등이 세상을 떠난 뒤에 그들의 공덕을 기려 나라에서 내려주는 이름)가 내려졌다.

### 묘역
목서흠의 묘역은 목진공의 묘역 바로 위 자좌오향(子坐午向 : 정남향)으로 자리하고 있다. 목서흠의 부인인 정경부인 안동 권씨가 세상을 떠난 직후인 1634년 최초 조성되었으나 목서흠이 세상을 떠난 1652년부터 본격적으로 정비되기 시작, 목서흠의 묘표(墓表)가 건립되는 1689년(숙종 15)까지 완성된 것으로 추정된다.
묘는 목서흠과 안동 권씨의 봉분이 하나로 되어 있지만 땅 밑의 실(室)은 2개로 나누어진 구조〔동분이실(同墳二室) 구조〕로 되어 있다.
묘 바로 앞에 놓여 묻힌 분의 인적사항을 알려주는 묘표(墓表)는 1689년(숙종 15)에 세워졌는데 비 뒷면 기록에 의하면 다섯째 아들인 목내선이 1689년 좌의정이 되어 아버지인 목서흠이 관례대로 영의정에 추증되자 같은 해 9월에 다시 세운 것으로 되어 있다. 묘표의 몸돌(碑身) 윗부분은 둥그스름한 형태(圓首)를 띄고 있고, 받침돌(碑座)은 직육면체로 되어 있다. 묘표의 앞면과 뒷면에는 다음과 같은 글이 새겨져 있어서 묘의 주인공과 건립연대, 건립경위를 알 수 있다.
<앞면>
贈大匡輔國崇祿大夫議政府領議政行資憲大(이상 세로 1줄)
夫知中樞府事贈諡忠貞公睦叙欽之墓(이상 세로 2줄)
贈貞敬夫人安東權氏祔左(이상 세로 3줄)
<뒷면>
崇幀辛亥樹神道碑沒第五年乙卯請諡於朝贈以忠貞廉(이상 세로 1줄)
□□□□□淸白守節曰貞越十五年己巳以子來善特拜(이상 세로 2줄)
議政府左議政追贈領議政恩榮所□感無從是皆辛亥(이상 세로 3줄)
沒□旣不淂書諸碑面改竪碣石而謹識(이상 세로 4줄)
己巳九月 日立(이상 세로 5줄)

받침돌(碑座)은 정면에 연꽃 문양을 새기고, 왼쪽과 오른쪽은 구름 문양을 새겨 넣었으며, 윗면에는 복련(覆蓮 : 연꽃을 엎어놓은 모양) 12잎을 새겨 넣었다. 묘표 앞에는 장방형의 혼유석(魂遊石)이 놓여 있다. 혼유석 앞에는 제물(祭物)이 올려지는 상석(床石)이 놓여 있는데 상석은 최근 설치한 것이다. 상석 앞에는 향로석이 2기 위치하는데 정중앙에 있는 향로석은 최근 설치한 것이고, 봉분을 바라보아 오른쪽에 위치한 향로석이 원래의 향로석이다. 원래의 향로석은 오래되어 문양이 분명하지는 않지만 다리 부분에는 호족(虎足 : 호랑이 발 모양)이 새겨져 있다.
묘 좌우로 세워져 있는 망주석(望柱石)은 위 부분부터 원수(圓首)․ 운두(雲頭)․연주(蓮珠)․염의(簾依)․8면의 주신(柱身 : 기둥부)․대석(臺石)으로 구성되어 있는데 모두 온전하게 보존되어 있다. 2기(基)의 망주석 기둥 안쪽에는 세호(細虎)가 돋을새김으로 조각되어 있다.
망주석 약간 앞쪽으로는 동자석(童子石)이 좌우로 세워져 있는데 왼쪽의 것은 얇게 미소를 띤 얼굴이 잘 남아 있으나 오른쪽의 것은 얼굴 부분의 마모가 심해 형태를 알아보기 어렵다.
목서흠의 신도비는 묘로부터 동남쪽 방향으로 약 120m 정도 떨어진 묘역 입구에 자리하고 있다. 옥개석(비 맨 꼭대기에 있어 비 몸돌을 보호하는 한옥 지붕 모양의 돌)․비 몸돌․비 받침 등 3부분으로 구성된 이 신도비는 목서흠이 세상을 떠난 1652년 겨울 목서흠의 다섯 아들들의 의뢰로 목서흠과 예조에서 함께 근무한 적이 있는 조경(趙絅)이 비문을 짓고, 비의 제목에 쓸 전액(篆額 : 전서체로 쓴 비의 제목)은 전서(篆書 : 한자 글씨체 가운데서 가장 먼저 등장한 서체로 획이 가장 복잡하고 곡선이 많음)를 잘 쓰는 것으로 이름난 이정영(李正英)이, 비몸돌 글씨는 조경의 조카로 당대에 이미 명문장가이자 명필로 유명했던 조위명(趙威明)이 썼다. 비문은 조경이 신도비의 비문을 쓰게 된 경위, 가계(家系), 역임한 관직들과 주요 활동, 성품, 후손들의 번창, 그의 덕망과 가계의 우수함을 노래한 시문 등으로 구성되어 있다. 비문 뒷면 끝 부분에 따르면 이 신도비는 비문 마련 이후 19년이 되도록 돌을 마련하지 못해 세우지 못하다가 목서흠의 손자인 목임형(睦林馨)이 돌을 구하고 목내선이 비문을 새기는 일을 추진하여 1671년(현종 12) 비로소 건립될 수 있었다고 한다.
문인석과 장명등은 후손들에 의해 신규 설치되었다가 서울특별시 문화재위원회의 권고(2009. 3. 12)에 따라 2009. 4. 8 제거되었다.

## 문화재 지정사유
충정공 목서흠의 묘역은 한성부 좌우윤(오늘날 서울특별시 부시장에 해당)을 지냈으며 백성을 위해 교화를 베풀고 청렴 강직했던 목서흠이라는 조선 후기 인물의 묘역으로 서울과의 관련성이 크고, 묘역과 묘역 내 석물들은 조선 후기 묘제 및 석물 제작 양상을 알 수 있게 한다는 점에서 보존가치가 크다. 특히 신도비(神道碑)는 조경(趙絅)의 문장과 이정영(李正英)․조위명(趙威明) 등 당대 명문장가와 명필들의 글씨를 확인할 수 있게 하는 자료로 정사(正史)인 실록등을 보완하는 사료적 가치를 가진다. 따라서 목서흠의 묘역과 묘역 내 원형이 잘 유지되고 있는 석물들을 신도비와 함께 일괄 서울특별시 기념물 제27호로 지정하여 보존하고자 한다.
한편 문화재 보호구역은 문화재 지정가치가 있는 목서흠의 묘역 보호에 필요한 최소한도의 지역, 즉 도봉구 방학동 산62번지의 32,331m2 가운데 597.7m2를 지정하여 동 묘역 주변의 역사․문화 환경을 보존하고자 한다.

## 같이 보기
- 목서흠

## 참고 자료
- 충정공 목서흠 묘역 - 국가유산청 국가유산포털